# Collegium Orientale
Das Collegium Orientale (abgekürzt COr) in Eichstätt ist ein katholisches Studienkolleg, das der Ausbildung von Priesteramtskandidaten und dem postgraduierten Studium von Klerikern unterschiedlicher Ostkirchen dient. Es ist weltweit das einzige Seminar, das auf alle katholischen Ostkirchen sowie die orientalischen und orthodoxen Kirchen ausgerichtet ist. Auch die Studienmöglichkeit verheirateter Priesteramtskandidaten und Kleriker ist eine Besonderheit des COr.

## Geschichte

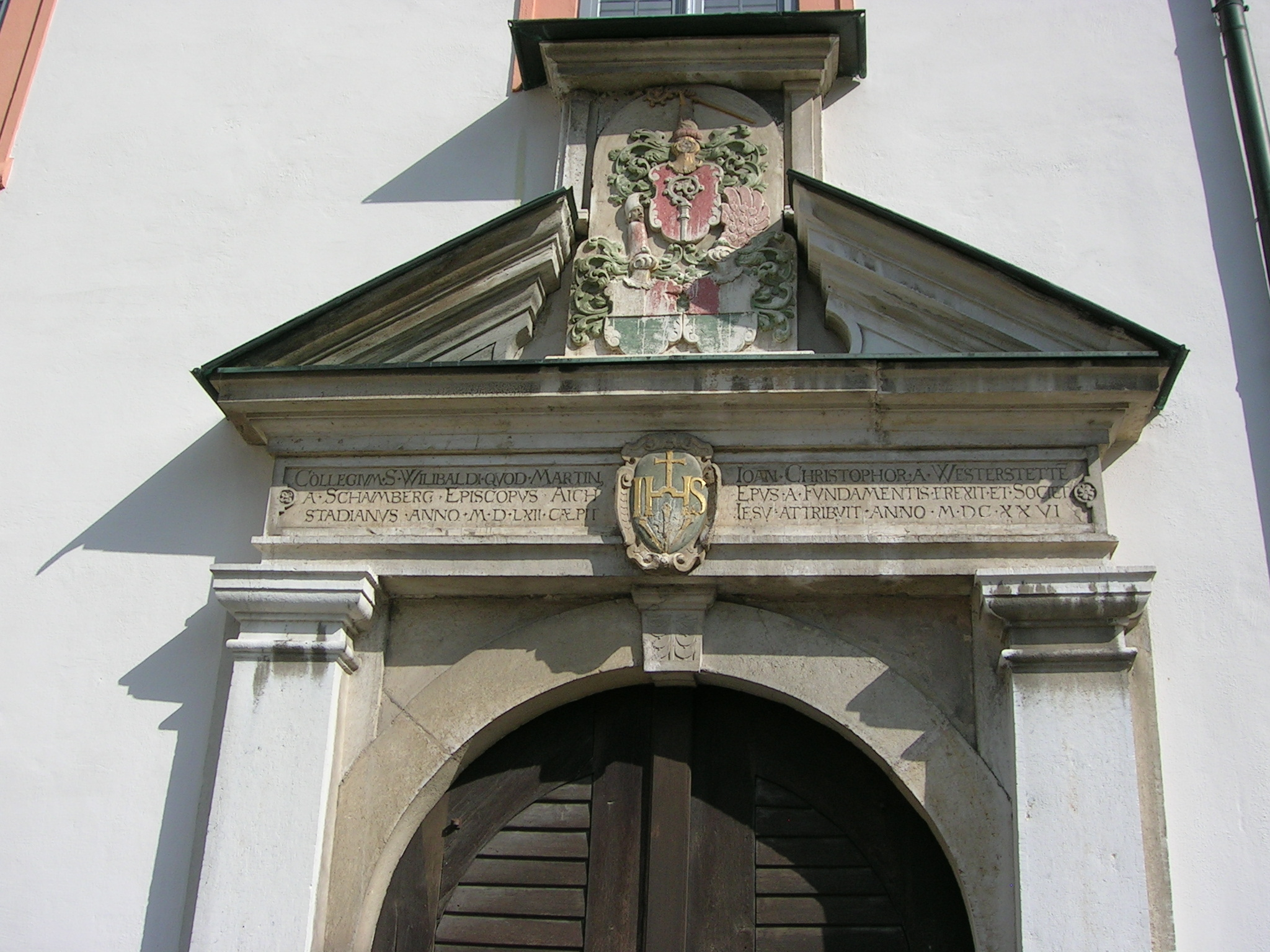
Portal des Collegium Willibaldinum mit Wappen der Fürstbischofe Martin von Schaumberg und Johann Christoph von Westerstetten

Das Kolleg wurde mit Wirkung vom 1. September 1998 durch den damaligen Bischof von Eichstätt, Walter Mixa, errichtet. Es ist eine selbstständige Einrichtung der Diözese Eichstätt und untersteht dem Ortsbischof.

## Wesen und Aufgabe
Das Kolleg ist neben dem Bischöflichen Seminar Collegium Willibaldinum untergebracht und beherbergt bis zu 49 Studierende der Griechisch-katholischen Kirche der Ukraine (Ukrainisch-Katholische Kirche und Ruthenische Griechisch-Katholische Kirche), der Slowakei, Polens und Ungarns, sowie der Melkitischen Griechisch-katholischen Kirche, der Maronitischen Kirche, der Syro-malabarischen und der Syro-malankarischen Kirche Indiens. Neben den katholischen Studenten studieren auch Priesteramtskandidaten der Ukrainisch-orthodoxen Kirche des Moskauer Patriarchats, der Georgischen orthodoxen Apostelkirche und der Armenischen apostolischen Kirche. Die Doppelkommunität von Collegium Orientale und Collegium Willibaldinum ist mit Bezug auf die Hausgemeinschaft derzeit das mit Abstand größte diözesane Priesterseminar in Deutschland.
Das Leben im Collegium Orientale ist geprägt durch das geistliche Typikon und durch das Studium der Katholischen Theologie mit ostkirchlichem Schwerpunkt an der Katholischen Universität Eichstätt-Ingolstadt.
Das COr hat eine ökumenische Zielsetzung im Hinblick auf die unierten Ostkirchen und soll insbesondere die Pflege der byzantinischen Spiritualität und Liturgie ermöglichen. Die eigene Hauszeitschrift ContaCOr, die zweimal jährlich erscheint, informiert über die Aktivitäten des Collegium Orientale, über Abschlussarbeiten der Kollegiaten und enthält Beiträge zur ostkirchlichen Theologie und Spiritualität.

## Liturgie
Die Gottesdienste (göttliche Liturgie, Vesper, Komplet) werden überwiegend im byzantinischen Ritus gefeiert. Im Collegium gibt es neben der Hauskapelle des byzantinischen Ritus’ eine syrische und eine koptische Kapelle. Wenn Priester der syrischen oder koptischen Kirchentradition im COr studieren, werden hier die Gottesdienste in diesen Riten gefeiert. Zu den Gottesdiensten, die wegen der unterschiedlichen Nationalitäten der Seminaristen hauptsächlich auf Deutsch gehalten werden, kommen auch auswärtige Gläubige.

## Leitung
Die Leitung hatte bis 2008 der deutsche Diözesanpriester und Archimandrit Andreas Thiermeyer, der Mönch im Kloster Niederaltaich war und dadurch in der ostkirchlichen Spiritualität beheimatet ist. Erster Spiritual war P. Martiriji Dmitri Bagin, ein ehemals russisch-orthodoxer Kleriker, der vor Jahren zur katholischen Kirche konvertierte; ihm folgten Michal Leščišin und Maxentius Krah OFM. Nachdem Thiermeyer zum Rektor der Wallfahrtskirche Maria, Heil der Kranken auf dem Habsberg bestellt wurde, wurde Msgr. Paul Schmidt Rektor des Kollegs. Ihm folgte 2014 der aus der Ukraine stammende griechisch-katholische Erzpriester Oleksandr Petrynko, Archimandrit Thomas Kremer als Vizerektor (2014–2016) und danach der emeritierte Abt des Prämonstratenserstiftes Geras und Archimandrit Michael Proházka und der Priester Mykola Dobra als Vizerektoren sowie der ukrainische Priester Ivan Kachala als Spiritual zur Seite stehen.